# Fertigungslohn
Fertigungslohn ist im betrieblichen Rechnungswesen die Bezeichnung für Löhne von Arbeitskräften, die unmittelbar mit der Herstellung eines Produktes befasst sind (fertigungsnahes Personal). 

## Allgemeines
Die Fertigungslöhne bilden neben den Hilfslöhnen und Materialkosten einen Teil der Fertigungskosten. Zu den Fertigungslöhnen gehören die Löhne aller Arbeiter, die entweder manuell oder mit Hilfe von Maschinen unmittelbar an der Erstellung eines Produktes mitwirken. Deshalb ist ihre direkte Zurechnung zu einem bestimmten Kostenträger möglich, so dass Fertigungslöhne im Rahmen der Herstellkosten zu den Fertigungseinzelkosten gehören. Je ferner sich das Personal vom Produktionsprozess befindet, umso deutlicher wird der Gemeinkostencharakter der Personalkosten. Das beginnt bei den Hilfslöhnen und endet bei den Vorstandsbezügen.

## Arten
Der Fertigungslohn kann entweder Zeitlohn, Akkordlohn oder Prämienlohn sein. Wird der Fertigungslohn als leistungsproportionaler Akkord- oder Prämienlohn gezahlt, gehört er zu den variablen (proportionalen) Kosten, als Zeitlohn zu den Fixkosten. Zuweilen wird beim Fertigungslohn als Zeitlohn argumentiert, dass er auf Basis einer Zeitspanne und nicht einer Produktmenge gezahlt werde und deshalb zu den Gemeinkosten gehöre. Wichtigster Fertigungslohn ist der Akkordlohn, bekanntester der Fertigungslohn am Fließband. In den in Fertigungsbetrieben vorhandenen Fertigungsstraßen fällt überwiegend Fertigungslohn an.

## Bedeutung
Den Fertigungslöhnen kommt in Industriebetrieben wegen ihrer engen Beziehung zur Leistung eine große Bedeutung zu. Der Fertigungslohn wird oft als Bezugsgröße für die Ermittlung der Fertigungsgemeinkosten zugrunde gelegt, die nur mit Hilfe eines Verteilungsschlüssels auf die Kostenträger umgelegt werden können. Nach § 275 Abs. 2 HGB ist der Fertigungslohn in der Gewinn- und Verlustrechnung (Gesamtkostenverfahren) ein Teil der Unterposition „Löhne und Gehälter“ innerhalb des Personalaufwands.